# Asilus bombylius
Asilus bombylius là một loài ruồi trong họ Asilidae. Asilus bombylius được Lichtenstein miêu tả năm 1796. Loài này phân bố ở vùng nhiệt đới châu Phi.